# Феофилакт (Ширяев)
Епископ Феофилакт (в миру Фёдор Иванович Ширяев; 8 сентября 1777, Заозерье, Ярославское наместничество — 20 мая 1824, Тамбов) — епископ Русской православной церкви, епископ Тамбовский и Шацкий.

## Биография
Родился 8 сентября 1777 года в селе Заозёрье Угличского уезда Ярославской губернии в семье священника.
Первоначальное образование получил в Ярославской духовной семинарии. Преподавал в семинарии риторику, философию, богословие, латинский, греческий и французский языки.
В 1808 году вызван в Санкт-Петербург и 22 мая пострижен в монашество в Александро-Невской лавре.
6 августа 1809 года возведён в сан архимандрита и назначен настоятелем Спасо-Каменного Духова монастыря, а также префектом и учителем Вологодской духовной семинарии. В 1810 году определён ректором Вологодской духовной семинарии.
В 1811 году переведён в Вологодский Спасо-Прилуцкий монастырь и вызван в Санкт-Петербург на чреду священнослужения. В преобразованной Санкт-Петербургской духовной академии ему было поручено преподавать словесные науки.
За успехи в преподавательской службе награждён наперсным крестом на золотой цепочке с бриллиантом и орденом святой Анны II степени.
В 1814 году назначен ректором Калужской духовной семинарии и настоятелем Пафнутиева Боровского монастыря.
23 июля 1821 года хиротонисан во епископа Тамбовского и Шацкого.
Епископ Феофилакт часто посещал Саровскую пустынь и многократно беседовал с преподобным Серафимом Саровским.
Скоропостижно скончался 20 мая 1824 года, не достигнув 47 лет, от чахотки. По словам Московского митрополита Филарета, «…епископ Феофилакт служил, обедал, почивал, проснулся, исповедался, скончался». Погребен в Тамбовском Преображенском кафедральном соборе у южной стены.